# Angeltheow
Angeltheow, detto anche Angletheow, o Engengenthe, o Angenwit (... – 477 circa), era antenato del re anglosassone Creoda di Mercia (odierna Inghilterra) e padre di Eomer.
Secondo la Cronaca anglosassone, discendeva dal dio Woden e sarebbe stato della stessa generazione di Hengest e Horsa. Alla sua linea genealogica apparterrebbero Winston Churchill e Luigi XVII di Francia.
C'è chi ha ipotizzato che Angeltheow potrebbe essere identificato con il re svedese Ongenþeow, ucciso, come si narra nel Beowulf nella battaglia di Ravenswood, anche se le fonti collocano cronologicamente questa battaglia dopo la tradizionale data di morte di Angeltheow.